# Hallur Styrsson
Hallur Styrsson (n. 970), fue un vikingo y bóndi de Vatnsfjörður, Norður-Ísafjarðarsýsla en Islandia. Era hijo de Styr Þorgrímsson. Es un personaje de la saga de Laxdœla, y citado en la saga de Njál, y la saga Eyrbyggja. Se casó con Guðný Barðardóttir (n. 974), hija de Bárður Höskuldsson (n. 932), y de esa relación nació una hija, Ingveldur Hallsdóttir (n. 1010).